# Tragelaphus
Tragelaphus es una género de mamíferos artiodáctilos de la familia Bovidae. Lo forman una serie de antílopes africanos de gran tamaño, con claro dimorfismo sexual y largos cuernos enroscados en espiral de forma más o menos acusada; tanto machos como hembras presentan manchas claras en la cara y/o garganta, y finas rayas verticales a lo largo de su lomo, sin embargo los machos suelen tener algún tipo de melena o barba en la mayoría de las especies del género, mientras que las hembras carecen de estos atributos pero su capa suele ser rojiza, en lugar del tono tierra de los machos. El hábitat de las especies que incluye este género abarca desde la estepa arbustiva (bushweld) a la selva cerrada, e incluso hábitas acuáticos o de montaña, según cada especie. Su papel en la cadena trófica viene a ser similar al de los ciervos en la región holártica.

## Especies
Se reconocen las siguientes especies:
- Tragelaphus angasii - Niala
- Tragelaphus bor - Bushbuck del Nilo
- Tragelaphus buxtoni - Gedemsa o Niala montano
- Tragelaphus decula - Bushbuck del Tana
- Tragelaphus eurycerus - Bongo
- Tragelaphus fasciatus - Bushbuck de costa
- Tragelaphus gratus - Sitatunga occidental
- Tragelaphus imberbis - Kudú menor. Puede verse como Ammelaphus imberbis
- Tragelaphus larkenii - Sitatunga del Nilo
- Tragelaphus meneliki - Bushbuck de Menelik
- Tragelaphus ornatus - Bushbuck del Chobe
- Tragelaphus phaleratus - Bushbuck central
- Tragelaphus scriptus - Antílope jeroglífico
- Tragelaphus selousi - Sitatunga del Zambeze
- Tragelaphus spekii - Sitatunga del Lago Victoria
- Tragelaphus strepsiceros - Kudú mayor. Puede verse como Strepsiceros strepsiceros
- Tragelaphus sylvaticus - Bushbuck meridional